# قطعنامه ۲۰۱۷ شورای امنیت
قطعنامه ۲۰۱۷ شورای امنیت سازمان ملل متحد که در تاریخ ۳۱ اکتبر ۲۰۱۱ تصویب شد، سندی بین‌المللی دربارهٔ بررسی وضعیت در لیبی است. این قطعنامه طی نشست ۶۶۴۴ام با ۱۵ رای موافق، ۰ مخالف و ۰ ممتنع تصویب شد.